# Europastraße 006
Die Europastraße 006 (kurz: E 006) ist eine rund 250 Kilometer lange Europastraße des Zwischennetzes in Tadschikistan und Usbekistan.

## Verlauf
Die Europastraße 006 beginnt in Aini, wo sie von der Europastraße 007 abzweigt, und verläuft von dort in nordöstlicher Richtung über Chudschand nach Qoʻqon (Kokand) an der Europastraße 40.